# HD 209458
HD 209458是一個位在飛馬座的恆星，與太陽類似，屬於黃矮星的一種，距離地球150光年，视星等8等，無法用肉眼看見。目前發現一個環繞著它的太陽系外行星叫HD 209458 b。